# Popovice u Uherského Hradiště
Popovice u Uherského Hradiště – przystanek kolejowy w miejscowości Popovice, w kraju zlińskim, w Czechach. Znajduje się na wysokości 195 m n.p.m.
Na przystanku istnieje możliwość zakupu biletów i rezerwacji miejsc. 

## Linie kolejowe
- 341 Staré Město u Uh.Hradiště - Vlárský průsmyk